# Bombus mysticus
Bombus mysticus là một loài Hymenoptera trong họ Apidae. Loài này được Frison mô tả khoa học năm 1925.